# بیندورا
بیندورا (انگلیسی: Bindura) یک شهر در استان ماشونالند مرکزی، زیمبابوه است.
بیندورا در سال ۲۰۲۰ میلادی ۵۰٬۴۰۰ نفر جمعیت داشته است.